# Цар на войната
„Цар на войната“ (на английски: Lord of War) е криминална драма от 2005 г. написана, продуцирана и режисирана от Андрю Никъл, и ко-продуцирана от Никълъс Кейдж, който играе главната роля. Заглавието излиза по кината официално в САЩ на 16 септември 2005 г., с последвано DVD на 17 януари 2006 г. и Blu-ray Disc на 27 юли 2006 г. Филмът, в който Кейдж играе нелегален търговец на оръжие, е базиран на историите на няколко реални контрабандисти и търговци на оръжие.
„Цар на войната“ e официално одобрен от международната организация за защита на човешки права Amnesty International за разобличаването на трафика на оръжие от международната оръжейна индустрия. 

## Сюжет
В началото на 80-те години на 20-и век Юрий Орлов (Никълъс Кейдж), най-големият син на семейство украински бежанци, посещава ресторант в Брайтън Бийч, където става свидетел на убийството на двама наемници с автомати Калашников от руски гангстер. Тази история го вдъхновява да влезе в търговията с оръжие, сравнявайки постоянната нужда от оръжия с подобна постоянна човешка нужда – тази от храна. След като завърши първата си продажба, Юрий убеждава брат си Виталий (Джаред Лето) да стане негов партньор и те напускат работата си в семейния ресторант.
Първият голям пробив на Юрий идва в Ливанската война от 1982 г., когато той продава оръжие на всички страни на конфликта, въпреки че е свидетел на военни престъпления и зверства. Тъй като Юри става по-успешен в последствията от войната, неговият бизнес привлича вниманието на Интерпол и в частност идеалистичния агент Джак Валентайн (Итън Хоук).
Виталий се пристрастява към кокаина, след като колумбийски наркобарон използва наркотици, за да плати за сделка с оръжие. Юрий вкарва Виталий в клиника за рехабилитация от наркотици и продължава да работи самостоятелно. Той примамва своето детско увлечение – фотомодела Ава Фонтейн (Бриджит Мойнахан) на фалшива фотосесия, където те се влюбват и след това се женят.
След разпадането на Съветския съюз Юрий лети за Украйна и незаконно купува танкове и оръжия чрез чичо си, бивш съветски генерал. Юрий разраства бизнеса си в Африка и започва бизнес отношения с Андре Батист старши (Иймън Уокър), безмилостен диктатор, който води безкрайна гражданска война в Либерия. По време на един полет в Африка товарният самолет на Юри е прихванат от агент Валентайн и принуден да кацне. Юрий избягва ареста, като се приземява в отдалечен район и разпределя незаконния товар на самолета на местните жители. Неспособен да повдигне обвинение на Юрий, Валентайн казва на Ава, че е съпругът ѝ е търговец на оръжие, което я кара да се изправи срещу него и да поиска да спре незаконния си бизнес. За известно време Юрий се съгласява, но Андре Батист старши му предлага още повече пари и скоро се връща към търговията с оръжие.
Юрий убеждава Виталий да дойде на продажбата в Сиера Леоне през 2001, когато полицейските сили - съюзени с Батист, очевидно се готвят да унищожат бежански лагер. Съчувствайки на бежанците Виталий умолява Юрий да се откаже от сделката, но Юрий отказва, като твърди, че ако го направи, полицията също ще убие и тях. Покосен от вината си, Виталий краде гранати, унищожавайки един от камионите с оръжие и убивайки Батист младши. В отговор на стореното, Виталий е убит. Юрий неохотно приема половината от първоначално договореното плащане с диаманти за останалите оръжия.
Вкъщи Ава открива пълния с пари тайник на Юрий, събрани от дейностите си с оръжия. Тя си тръгва със сина си, докато родителите на Юрий се отказват от него, научавайки за обстоятелствата около смъртта на Виталий. Юрий се опитва да върне тялото на Виталий с фалшив смъртен акт, но митниците на САЩ намират куршум в трупа на Виталий, така че Юрий е арестуван. В стая за разпити агент Валентайн представя на Юрий обвиненията си и го информира, че ще бъде изпратен в затвора с много доживотни присъди. В отговор Юрий правилно предсказва, че ще бъде освободен от един от началниците на Валентайн, като „необходимо зло“, което разпределя оръжия, така че големите правителства да отрекат участието си.

## Актьорски състав
- Никълъс Кейдж като Юрий Орлов (частично базиран на Виктор Бут)
- Итън Хоук като Джак Валентайн (базиран на Лий С. Волоски)
- Джаред Лето като Виталий Орлов
- Бриджит Мойнахан като Ава Фонтейн
- Налу Трипикън като Николай Орлов
- Иймън Уокър като Андре Батист старши (базиран на Чарлз Тейлър)
- Иън Холм като Саймън Вайс
- Танит Финикс като Кенди
- Доналд Съдърланд (само глас) като полковник Оливър Съдърн (базиран на Оливър Норт)
- Уестън Копола Кейдж като Владимир
- Сами Ротиби като Андре Батист младши (частично базиран на Чарлз МакАртър Еманюел)
- Евгений Лазарев като генерал Дмитрий Волков
- Кобус Маркс като Борис
- Лия Кебеде като Вяра
- Джасмин Саис Бърджес като Глория

## Историческа точност
Сюжетните детайли за незаконния пазар на оръжие, особено по отношение на покупките за Западна Африка в началото на 90-те години, са в пряка връзка с истински истории и хора, произхождащи от бившия Съветски съюз.
- Главният герой, Юрий Орлов, се основава на няколко души.
  - Неговият образ се базира на ливанско-арменския търговец на оръжия Саркис Соганалян.
  - Той споделя фамилното си име с Олег Орлов, руски бизнесмен, арестуван в Украйна по подозрение в контрабанда на ракети в Иран. През 2007 г. Олег Орлов е удушен в Киевския затвор Лукяновска по време на разследването на неговите дейности.[9]
  - Телевизионният канал History твърди, че животът на Орлов се основава на Виктор Бут, осъден търговец на оръжие, известен с контрабандата на оръжия и други стоки през няколко авиационно-фирмени фронта.[10]
  - Историята му е вдъхновена и от тази на Семион Могилевич, роден в Украйна, заподозрян в създаването на руската организирана престъпност.
  - Начинът, по който той беше затворен и по-късно освободен, наподобява този на Едуин П. Уилсън, пенсиониран офицер от американското разузнаване, който контрабандира оръжие за Либия.
- Образът на Джак Валентайн отчасти се основава на Лий С. Волоски, член на федералното правителство на САЩ, който упорито преследва истинския Виктор Бут, докато той търси убежище в различни страни в Африка и Близкия Изток. Филмът нереалистично го описва като лично преследване на Орлов по целия свят и в един случай го арестува; в действителност Интерпол не участва в дейности по правоприлагане и няма правомощия за арест, а само улеснява сътрудничеството на националните правоприлагащи органи.
- Образът на Андре Батист старши е отчасти базиран на Чарлз Тейлър, президент на Либерия до 2003 г.
- Героят на Андре Батист младши е отчасти базиран на сина на Чарлз Тейлър, Чарлз МакАртър Еманюел. Той притежава позлатен АК-47, подобно на този, намерен в частните квартири на сина на Саддам Хюсеин Удад Хюсеин, по време на американската инвазия в Ирак.
- Образът на полковник Оливър Съдърн е намек за Оливър Норт, известен с участието си в скандала Иран-Контра.

Конфликтите, изобразени във филма, са истински конфликти в реални държави, особено в Ливан, Судан, Камбоджа, Афганистан, Либерия, Колумбия и Сиера Леоне. Обратно, образът на Интерпол като действаща агенция за сигурност е изцяло фикция.

## Създаване
Някои от диалозите на руски език във филма (най-вече тези на Евгений Лазарев като ген. Волков) съдържат много неприлични руски думи, преведени с много по-меки изрази в оригиналните английски субтитри. Не е ясно дали тези фрази са били част от сценария или са импровизация на Лазарев.
Сцена във филма включва 50 танка, които са били предоставени от чешки източник. Танковете са били достъпни само до декември на годината на заснемане на филма, тъй като дилърът е трябвало да ги продаде в Либия. Производственият екип е наел 3000 истински SA Vz. 58 пушки, за да заместят АК-47, защото са били по-евтини от реквизитни оръжия.

## Излъчване

### Коментари на критиката
„Цар на Войната“ получи доста положителни отзиви от критиците; филмът е получил 61% рейтинг от Rotten Tomatoes. Филмът също получи специално отличие за постижения в режисурата от „National Board of Review“. Получава 62/100 точки от „Metacritic“.

### Боксофис
Филмът е спечелил $9 390 144 в първия си уикенд, класирайки се на трето място в северноамериканския салон след „Истина ли е...“ (Just Like Heaven) и „Екзорсизмът на Емили Роуз“ (The Exorcism of Emily Rose). След 7 седмици от пускането си, той генерира печалба от общо $24 149 632 на вътрешния пазар (САЩ и Канада), и $48 467 436 в чужбина, за общо $72 617 068.